# Ledra depravata
Ledra depravata är en insektsart som beskrevs av Jacobi 1944. Ledra depravata ingår i släktet Ledra och familjen dvärgstritar. Inga underarter finns listade i Catalogue of Life.